# Asediul Compiègne-ului
Asediul Compiègne-ului (în engleză Siege of Compiègne, în franceză Siège de Compiègne) a fost ultima acțiune militară a Ioanei d'Arc. Cariera ei de lider militar a luat sfârșit prin capturarea ei în timpul unei ciocniri lângă orașul Compiègne în ziua de 23 mai 1430. Deși altfel un asediu minor, atât din punct de vedere politic, cât și militar, pierderea liderului cel mai carismatic și mai de succes al Franței a fost unul din evenimentele importante ale Războiului de 100 de Ani.

## Context
În această perioadă dinspre sfârșitul Războiului de 100 de Ani, Filip cel Bun, duce de Burgundia, era aliat cu Anglia aflată sub regența lui John, duce de Bedford.  Acești aliați cuceriseră mare parte din nordul Franței în anteriorii zece ani. Ei au suferit mari pierderi în 1429 în fața unei armate franceze revigorate și aflate sub comanda Ioanei d'Arc și a ducelui Ioan al II-lea de Alençon.  
Francezii îi învinseseră pe englezi la Patay la 18 iunie 1429 și continuaseră spre nord pentru a-l încorona pe Carol al VII-lea al Franței la Rheims fără a întâmpina rezistență, acceptând capitularea tuturor orașelor din calea lor. Compiègne nu se afla pe acel drum, se afla la nord de Paris, dar, împreună cu alte orașe, se declarase fidel lui Carol al VII-lea la scurt timp după încoronare. El fusese anterior sub control burgund.

## Evenimentele

### Pregătirea
În martie 1430, curtea Franței a aflat că Filip cel Bun, duce de Burgundia, dorea să asedieze orașul. Contele de Clermont a transmis Compiègne-ului că orașul îi aparține conform tratatelor în vigoare  și a cerut capitularea orașelor. Locuitorii orașului și-au exprimat opoziția fermă față de această cerere, iar comandantul garnizoanei franceze, Guillaume de Flavy, a pregătit orașul de acțiune.
Contele Ioan al II-lea de Luxemburg a plecat în expediție, la comanda avangardei sale, la 4 aprilie. Filip cel Bun a plecat din Péronne la 22 aprilie. Între timp, ducele de Bedford aștepta la Calais sosirea regelui Henric al VI-lea, pe atunci în vârstă de nouă ani, recent încoronat.
Conform lui Régine Pernoud și Marie-Veronique Clin, Filip cel Bun dorea să recâștige controlul asupra râului Oise. Bedford susținea strategia pentru a proteja Ile-de-France și Parisul, pe atunci aflate sub control anglo-burgund. Regele Franței, Carol al VII-lea, a realizat la 6 mai că este nevoie de apărare armată pentru a proteja orașul.
Ioana d'Arc simțise pericolul și a început și ea în martie pregătiri de război, dar nu mai primise comanda unei forțe substanțiale de la atacul eșuat împotriva Parisului în luna septembrie a anului anterior. Până în aprilie, ea adunase un grup de 300–400 de voluntari. Ea a plecat spre Compiègne, probabil fără știrea regelui, și a sosit acolo la 14 mai.

### Lupta
În zilele care au urmat au avut loc câteva acțiuni minore. După două zile, căpitanul Louis de Flavy a fugit de focul de artilerie de la Choisy și s-a refugiat la Compiègne. La 18 mai, Ioana d'Arc a încercat să-i surprindă pe burgunzi la Soissons, aducându-i în expediție pe Regnault de Chartres și pe contele de Vendôme. Locuitorii din Soissons nu i-au primit în oraș și a doua zi s-au declarat fideli Burgundiei.
Ioana d'Arc a încercat apoi un atac surpriză la Margny cu ajutorul lui Guillaume de Flavy, atacând un avanpost separat de forța principală. Contele Ioan de Luxembourg a observat mișcarea din întâmplare în timp ce observa teritoriul și a venit cu trupele. Întăririle erau mai numeroase decât atacatorii și Ioana d'Arc a ordonat retragerea și și-a lat locul în spatele forțelor.

### Capturarea Ioanei d'Arc
Momentele ce au urmat au rămas subiect de dezbatere între istorici. Porțile orașului s-au închis înainte ca toți luptătorii francezi să se întoarcă în oraș. Aceasta a fost fie o acțiune precaută, menită să-i împiedice pe burgunzi să pătrundă în oraș, fie un act de trădare, menit să-i scape pe aliații Ioanei d'Arc de problematica ei prezență. După cum spunea Kelly DeVries, „atât acuzatorii cât și apărătorii trebuie fie să incrimineze, fie să apere caracterul guvernatorului Compiègne-ului, Guillaume de Flavy, și rolul jucat de el în blocarea oricărei șanse de salvare pentru Ioana d'Arc în acea zi.” Ariergarda franceză rămasă afară nu a avut nicio altă alternativă decât capitularea.
Ioana s-a predat lui Lionel, Bastard de Vendôme, aflat în slujba contelui de Ligny. Deși Compiègne a fost apărat cu succes, acuzațiile privind capturarea Ioanei d'Arc au pus capăt carierei lui Flavy.